# Вантавон
Вантаво́н (фр. Ventavon, окс. Ventavon) — коммуна во Франции, находится в регионе Прованс — Альпы — Лазурный Берег. Департамент коммуны — Верхние Альпы. Входит в состав кантона Ларань-Монтеглен. Округ коммуны — Гап.
Код INSEE коммуны — 05178.

## Население
Население коммуны на 2008 год составляло 517 человек.
| 1962 | 1968 | 1975 | 1982 | 1990 | 1999 | 2008 |
| ---- | ---- | ---- | ---- | ---- | ---- | ---- |
| 283  | 396  | 392  | 362  | 398  | 456  | 517  |

## Экономика
В 2007 году среди 326 человек в трудоспособном возрасте (15—64 лет) 236 были экономически активными, 90 — неактивными (показатель активности — 72,4 %, в 1999 году было 70,3 %). Из 236 активных работали 215 человек (123 мужчины и 92 женщины), безработных было 21 (9 мужчин и 12 женщин). Среди 90 неактивных 32 человека были учениками или студентами, 34 — пенсионерами, 24 были неактивными по другим причинам.